# Greenfield (Ohio)

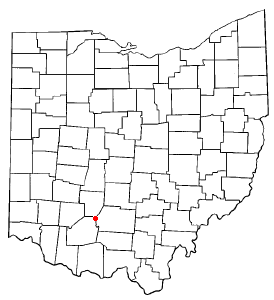
Greenfield na planie stanu Ohio

Greenfield – wieś w USA, w stanie Ohio, w hrabstwie Fayette.
Liczba mieszkańców w 2010 roku wynosiła 4 639, a w roku 2012 wynosiła 4 562.